# Base (EP)
Pour les articles homonymes, voir Base.
Albums de Jonghyun
The Collection: Story Op.1
(2015)
Singles
1. Déjà-Boo
Sortie : 7 janvier 2015
2. Crazy (Guilty Pleasure)
Sortie : 12 janvier 2015

Base est le premier mini-album du membre du boys band sud-coréen SHINee, Jonghyun. Il est sorti le 12 janvier 2015 sous SM Entertainment,.

## Liste des titres
| No | Titre                                | Auteur                 | Producteur(s)                                                                             | Durée |
| -- | ------------------------------------ | ---------------------- | ----------------------------------------------------------------------------------------- | ----- |
| 1. | 데자-부 (Déjà-Boo) (feat. Zion.T)    | Kim Jonghyun           | Kim Jonghyun, Zion.T, Wefreaky                                                            | 3:29  |
| 2. | Crazy (Guilty Pleasure) (feat. Iron) | Kim Jonghyun           | Uwe Fahrenkrog-Petersen, Jean Beauvoir, Anne Judith Wik, Robin Jenssen, Martin Mulholland | 3:41  |
| 3. | 할렐루야 (Hallelujah)                | Kim Jonghyun, Wheesung | Im Gwang Ok, Martin Mulholland, Nermin Harambasic                                         | 3:18  |
| 4. | Love Belt (feat. Younha)             | Kim Jonghyun           | Kim Jonghyun, Wefreaky                                                                    | 3:31  |
| 5. | NEON                                 | Kim Jonghyun           | Kim Jonghyun, Deez                                                                        | 3:29  |
| 6. | 일인극 (MONO-Drama)                  | Kim Jonghyun           | The Underdogs, Eric Dawkins                                                               | 4:14  |

### Bonus tracks
| No | Titre                                                                        | Auteur       | Producteur(s)          | Durée |
| -- | ---------------------------------------------------------------------------- | ------------ | ---------------------- | ----- |
| 7. | 시간이 늦었어 (Beautiful Tonight) ( Hidden track: 포춘쿠키 (Fortune Cookie)) | Kim Jonghyun | Kim Jonghyun, Wefreaky | 5:32  |

## Classement
| Pays         | Classement               | Meilleure position |
| ------------ | ------------------------ | ------------------ |
| Corée du Sud | Gaon Weekly album chart  | 1                  |
| Corée du Sud | Gaon Monthly album chart | 2                  |
| Taïwan       | G-Music Combo Chart      | —                  |
| États-Unis   | Billboard World Albums   | 1                  |
| États-Unis   | Billboard Heatseekers    | 20                 |

### Classement des titres
Déjà-Boo
| Classement                    | Meilleure position |
| ----------------------------- | ------------------ |
| Gaon Weekly Singles Chart     | 1                  |
| Gaon Weekly Download Chart    | 1                  |
| Gaon Weekly Streaming Chart   | 7                  |
| Gaon Weekly BGM Singles chart | 3                  |

Crazy (Guilty Pleasure)
| Classement                    | Meilleure position |
| ----------------------------- | ------------------ |
| Gaon Weekly Singles Chart     | 5                  |
| Gaon Weekly Download Chart    | 5                  |
| Gaon Weekly Streaming Chart   | 27                 |
| Gaon Weekly BGM Singles chart | 23                 |

### Autres chansons classées
| Chanson             | Meilleure position |
| Chanson             | KOR Gaon Chart     |
| ------------------- | ------------------ |
| "Love Belt"         | 16                 |
| "Hallelujah"        | 27                 |
| "MONO-Drama"        | 28                 |
| "Beautiful Tonight" | 29                 |
| "NEON"              | 37                 |

## Ventes et certifications
| Classement          | Quantité       |
| ------------------- | -------------- |
| Gaon physical sales | Plus de 74 110 |